# Officine Meccaniche di Pinerolo
Le Officine Meccaniche di Pinerolo (O.M.P.) S.p.a., furono fondate nel 1905 con lo scopo di costruire materiale ferroviario e tramviario in previsione di forti ordinazioni di veicoli ferroviari in seguito alla nazionalizzazione delle varie società esercenti l'intera rete delle ferrovie italiane.
I fondatori furono i principali industriali di Pinerolo, tra i quali, Scotto, Villa, Poccardi, Banwart, Balbis, Belmondo.
Le Officine furono costruite di fianco alla stazione ferroviaria tra la strada comunale per Orbassano e la linea ferroviaria Pinerolo - Torino e raccordate con la stazione stessa.
Alla fine del 1906 cominciarono a lavorare e lo stabilimento era composto da fabbricati che ospitavano i diversi reparti: quello delle fucine, il reparto dei calderai in cui venivano assemblati e riparati gli equipaggiamenti a pressione, la torneria, l’ampia sala dedicata al montaggio dei telai utili alla costruzione e riparazione dei veicoli FS, la segheria dotata di essiccatoio legnami, la sala di verniciatura e il reparto dei tappezzieri, oltre ai distinti magazzini ed edifici amministrativi e di servizio. Inoltre per dare da lavorare agli apprendisti, si creò anche un settore in cui si costruivano giocattoli in legno marca GIO.PIN. (GIOcattoli PINerolo).
Nel 1912 fu realizzata la carrozza cellulare, per trasporto detenuti, matricola K 48.114 molto importante poiché oggi è custodita nel Museo nazionale ferroviario di Pietrarsa.
Nel 1914 un incendio distrusse i due terzi dei capannoni di lavoro e tutte le scorte di legname.
Ricostruite le Officine, con molta difficoltà, e con varie tettoie provvisorie, solo nel 1916 poterono poco alla volta riprendere la loro attività e concorrere alle gare di forniture belliche, essendo allora i lavori ferroviari sospesi.
Nel 1918, finita la guerra, le officine si trovarono, per poter riprendere la loro normale produzione di pace, a dover sistemare i loro fabbricati, rifare quelli provvisori e modernizzare i macchinari, molti dei quali erano stati danneggiati dall'incendio.
Si ebbe perciò un aumento di capitale che permise in alcuni anni la completa sistemazione dei locali, la costruzione di nuovi magazzini legname, di camere dì coloritura e l'acquisto di un nuovo macchinario adatto alle costruzioni ferroviarie ed alle lavorazioni meccaniche in genere, che poco alla volta si introducevano per completare la produzione delle officine in previsione delle diminuzione che si annunciavano dei lavori ferroviari.
Le O.M.P. crearono, nel 1923, il "Turn - auto" per capovolgere le auto e facilitare le riparazioni.
Nel 1938, passata la maggioranza delle azioni alle cartiere Burgo, le Officine Meccaniche iniziarono a far parte di gruppo e iniziarono a spostare il loro focus sul mercato delle macchine per la carta.
Nel 1939 le Officine Meccaniche assorbirono, le Fonderie Poccardi (Fonderia Officine Poccardi A. Gallina & C.) assumendo la ragione sociale: Officine Meccaniche Poccardi Pinerolo.